# كاثرين لارسون
كاثرين لارسون (بالإنجليزية: Katherine Larson)‏ (20 أكتوبر 1977)؛ كاتِبة وشاعرة أمريكية.